# The Stars Are Indifferent to Astronomy
Albums de Nada Surf
If I Had a Hi-fi
(2010) You Know Who You Are
(2016)
The Stars Are Indifferent to Astronomy est un album de Nada Surf sorti le 27 janvier 2012. Il s'est classé à la 31e place du classement de ventes d'albums en Allemagne, à la 42e en Suisse et à la 86e en France et aux États-Unis.

## Pistes de l'album
| No  | Titre                         | Durée |
| --- | ----------------------------- | ----- |
| 1.  | Clear Eye Clouded Mind        | 3:40  |
| 2.  | Waiting For Something         | 3:35  |
| 3.  | When I Was Young              | 5:18  |
| 4.  | Jules And Jim                 | 4:24  |
| 5.  | The Moon Is Calling           | 3:08  |
| 6.  | Teenage Dreams                | 3:47  |
| 7.  | Looking Through               | 3:59  |
| 8.  | Let The Fight Do The Fighting | 3:16  |
| 9.  | No Snow On The Mountain       | 4:03  |
| 10. | The Future                    | 3:01  |

## Accueil critique
L'album obtient des critiques plutôt favorables avec un score de 69/100 sur le site Metacritic, sur la base de 24 critiques collectées.
Christian Larrède, de Music Story, lui donne 4,5 étoiles sur 5. Andrew Leahey, d'AllMusic, lui donne 4 étoiles sur 5. Alex Yau, de Drowned in Sound, lui donne la note de 7/10. Le site Sputnikmusic lui donne 3,5 étoiles sur 5.
Brice Ezell, de PopMatters, lui donne la note de 5/10. Eric Grandy, de Pitchfork, lui donne la note de 4,4/10.